# Eagleville (Tennessee)
Eagleville és una població dels Estats Units a l'estat de Tennessee. Segons el cens del 2000 tenia 464 habitants.

## Demografia
Segons el cens del 2000, Eagleville tenia 464 habitants, 187 habitatges, i 134 famílies. La densitat de població era de 84,1 habitants/km².
Dels 187 habitatges en un 29,4% hi vivien nens de menys de 18 anys, en un 57,2% hi vivien parelles casades, en un 8,6% dones solteres, i en un 28,3% no eren unitats familiars. En el 24,6% dels habitatges hi vivien persones soles el 13,4% de les quals corresponia a persones de 65 anys o més que vivien soles. El nombre mitjà de persones vivint en cada habitatge era de 2,48 i el nombre mitjà de persones que vivien en cada família era de 2,94.
Per edats la població es repartia de la següent manera: un 24,1% tenia menys de 18 anys, un 9,7% entre 18 i 24, un 28% entre 25 i 44, un 24,1% de 45 a 60 i un 14% 65 anys o més.
L'edat mediana era de 39 anys. Per cada 100 dones de 18 o més anys hi havia 93,4 homes.
La renda mediana per habitatge era de 47.500 $ i la renda mediana per família de 63.542 $. Els homes tenien una renda mediana de 36.250 $ mentre que les dones 25.000 $. La renda per capita de la població era de 21.915 $. Entorn del 5,3% de les famílies i el 4,3% de la població estaven per davall del llindar de pobresa.

## Poblacions més properes
El següent diagrama mostra les poblacions més properes.